# باشگاه فوتبال ماشین‌سازی تبریز
باشگاه فوتبال ماشین‌سازی تبریز یک باشگاه فوتبال ایرانی بود که در شهر تبریز قرار داشت. این تیم که در سال ۱۳۴۷ بنیان نهاده شد، قدیمی‌ترین تیم فوتبال شمال غرب ایران به شمار می‌رفت.
ماشین‌سازی در لیگ آزادگان ۱۳۷۳ (سطح نخست فوتبال ایران در آن دوره) با هدایت ناصر حجازی و با قرارگیری در جایگاه سوم به عنوان بهترین تیم غیر پایتخت‌نشین شناخته شد؛ اما پس از چند سال به دسته‌های پایین‌تر سقوط کرد تا این که با هدایت رسول خطیبی، با قرارگیری در جایگاه دوم در لیگ آزادگان ۹۵–۱۳۹۴ پس از ۲۰ سال دوری از سطح اول فوتبال ایران، به لیگ برتر راه یافت و پس از یک سال دوباره سقوط کرد و به لیگ آزادگان بازگشت. این باشگاه در فصل ۹۸–۱۳۹۷ امتیاز تیم گسترش فولاد را خرید و به لیگ برتر بازگشت. این تیم در لیگ برتر ۱۴۰۰–۱۳۹۹ دوباره به سطح دوم فوتبال ایران لیگ آزادگان بازگشت.

## انحلال موقت
پس از سقوط در لیگ برتر ۱۴۰۰–۱۳۹۹ به لیگ آزادگان، این تیم با افت شدیدی مواجه شد و از ۱۸ تیم لیگ آزادگان به عنوان هجدهمین تیم به لیگ پایین‌تر یعنی لیگ دسته دو سقوط کرد. در لیگ دسته دو هم چنان پیشرفتی نکرد. در سال ۱۴٠۳ مدیرعامل وقت ماشین‌سازی از انحلال موقت این تیم خبر داد. در تاریخ ۱۴۰۴ از احتمال بازگشت ماشین‌سازی با خرید امتیاز تیم مس سونگون خبر داده شد.

## پیشینه

### بنیان‌گذاری

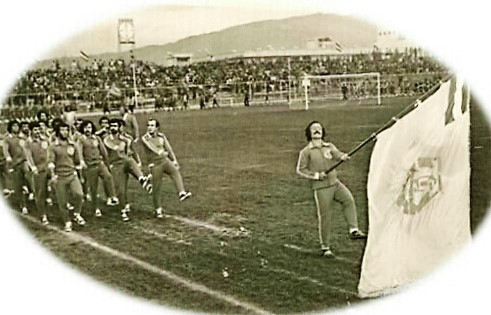
بازیکنان ماشین‌سازی در حال رژه رفتن در ورزشگاه باغشمال در سال ۱۳۴۸.

تاریخ این باشگاه به پیش از بنیان‌گذاری کارخانه ماشین‌سازی تبریز برمی‌گردد. در واپسین دوره سال ۱۳۴۷ گروهی از بازیکنان شهر تبریز اقدام به سازمان‌دهی تیم فوتبالی کردند تا بتوانند در شهر خود به فوتبال ادامه دهند. نام این تیم به دلیل آن که بیشتر بازیکنان تیم از کارگران کارخانه ماشین‌سازی بودند به همین نام برگزیده شد. در این سال کارخانه ماشین‌سازی با همکاری کشور چکسلواکی در محله قراملک تبریز در حال ساخت بود. در این دو سال که کارخانه در حال ساخت بود، بیشتر هزینه‌های تیم توسط خود بازیکنان تأمین می‌شد و تیم فعالیت خود را به صورت آماتوری ادامه می‌داد.
در اواخر دهه ۴۰ کارخانه ماشین‌سازی تبریز، تأسیس شد و گروه صنعتی ماشین‌سازی تبریز برای تقویت بنیه جسمانی و ایجاد شور و نشاط و حفظ تندرستی و سلامتی کارگران در سال ۱۳۴۹ اقدام به تأسیس «باشگاه فرهنگی ورزشی ماشین‌سازی تبریز» کرد. از این سال به بعد تیم فوتبال ماشین‌سازی زیر نظر کارخانه ماشین‌سازی به حیات خود ادامه داد و این کارخانه توانست تیم فوتبال ماشین‌سازی را به صورت نیمه حرفه‌ای درآورده و به عنوان حامیِ این تیم شناخته شود. این تیم بلافاصله توانست در ظرف مدت کوتاهی پس از تأسیس با پشت سر گذاشتن تیم‌های دیگر تبریز که غالباً سابقه محلاتی داشتند، نام خود را بر سر زبان‌ها انداخت و بسیاری از بازیکنان مشهور آن دوران به این تیم پیوستند. در چنین اوضاعی که برخی از بازیکنان آن زمان نتوانسته بودند به ماشین‌سازی ملحق شوند، پس از یک سال یعنی در سال ۱۳۴۹ با رایزنی‌های مختلف با مدیران کارخانه تراکتورسازی، باشگاه فوتبال تراکتورسازی تبریز را راه‌اندازی کردند تا به رقیبی جدی هم به لحاظ ورزشی و هم از نظر اقتصادی برای ماشین‌سازی تبدیل شود.

### دهه ۱۳۵۰

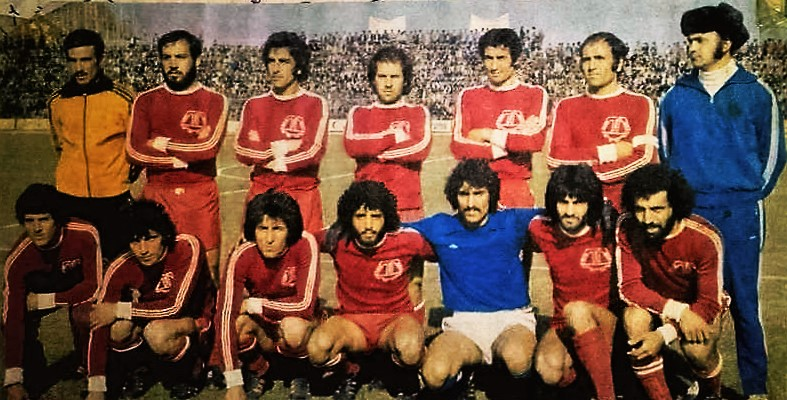
بازیکنان ماشین‌سازی با لباس‌های قرمز در جام تخت جمشید ۱۳۵۲. رنگ لباس این تیم بعدها به زرد، آبی و در نهایت به سبز تغییر کرد.

ماشین‌سازی برای اولین بار در مسابقات کشوری جام منطقه‌ای ایران ۱۳۵۰ شرکت کرد و در آن مسابقات پس از شکست از تیم تاج تهران به مقام سوم منطقه «آ» مسابقات دست پیدا کرد و از حضور در مرحلهٔ نهایی بازماند. این تیم بلافاصله توانست در ظرف مدت کوتاهی پس از تأسیس با پشت سر گذاشتن تیم تراکتورسازی به مسابقات قهرمانی کشور موسوم به جام تخت جمشید که در سال ۱۳۵۲ تأسیس شده بود راه یابد. در این سال ماشین‌سازی که اولین سال حضور خود را در سطح اول فوتبال ایران تجربه می‌کرد، نتوانست در مقابل تیم‌های تهرانی دوام بیاورد و با کسب نتایج ضعیف و ۸ امتیاز به لیگ دسته دوم سقوط کرد و دو سال بعد هم نتوانست به لیگ تخت جمشید صعود کند. در سال دوم بود که ماشین‌سازی توانست با کسب نتایج خوب و پس از پیروزی بر تیم آرشام کرمان در فینال لیگ دسته دوم، به لیگ تخت جمشید صعود کند. سال ۱۳۵۵ اوج حضور این باشگاه در لیگ سراسری بود. ماشین با تجربه‌ای که در اولین حضور کسب کرده بود و با حضور بازیکنانی چون احد شیخ لاری، حسن صادقیان، رضا آذری، کاظم سیدعلیخانی، سعید پهلوان، علی شیردل، غلامحسین باغ آبادی، حسین طباطبایی، عباس اسدزاده، کیومرث پورفضل، حسن ربانی، احد زارعی، قدرت فرهادخواه، قدرت صالح، حسن خان‌فام، ولی حاتمی، علی مودت و مجید مهدی‌فر توانستند در لیگ با قدرت ظاهر شده و در مقابل تیم‌های تهرانی درخشیده و عنوان نهم را با کسب ۲۲ امتیاز به خود اختصاص دهند. در سال بعد هم به بازی‌های خوب خود ادامه دادند و عنوان دهم را به‌دست آوردند. اما در سال ۱۳۵۷ در حالی که تیم ماشین‌سازی در رده هفتم قرار داشت لیگ به دلیل وقوع انقلاب تعطیل شد. با وقوع انقلاب این باشگاه هم به علت در هم ریختگی اوضاع کشور کمی از روزهای اوج خود فاصله گرفت. بعد از فروکش کردن اوضاع نابسامان کشور در بین سال‌های ۱۳۵۷ تا ۱۳۵۹ این تیم توانست در لیگ و جام حذفی تبریز به مقام قهرمانی برسد. در حالی که تمام تیم‌ها امید به برگزاری لیگ سراسری داشتند اما با شروع جنگ ایران و عراق، این امید به یأس تبدیل شد و تا ده سال بعد هم تحقق نیافت.

#### رنگ پیراهن

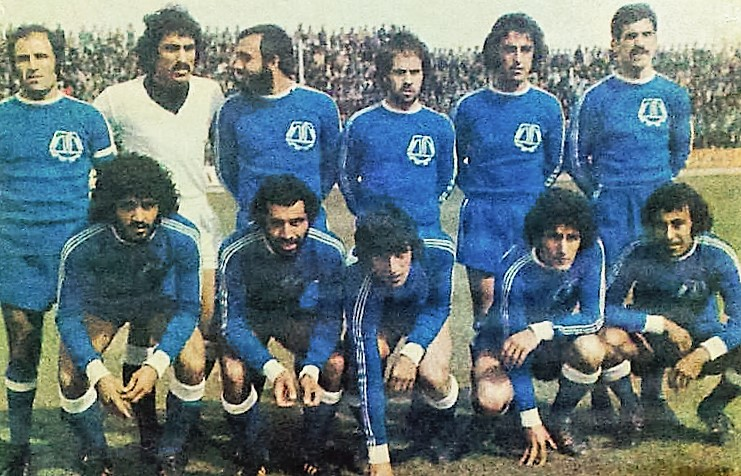
بازیکنان ماشین‌سازی با لباس‌های آبی در جام تخت جمشید ۱۳۵۵.

ماشین‌سازی تبریز در بدو تأسیس با پیراهن قرمز در رقابت‌های جام تخت جمشید حضور پیدا می‌کرد. بعد از چند سال که کارخانه تراکتورسازی نیز تیم تراکتورسازی را با پیراهن‌های قرمز رنگ روانه رقابت‌های کشوری کرد، مدیران گروه ورزشی ماشین‌سازی نیز در حرکتی نمادین رنگ پیراهن ورزشی تیم خود را در ابتدا به رنگ آبی و سپس زرد و بعدها برای همیشه به رنگ سبز تغییر دادند.

### دهه ۱۳۶۰
در طول سال‌های جنگ که امکان برگزاری لیگ سراسری نبود، مسابقات، محدود به لیگ‌های استانی می‌شد. در این سال‌ها ماشین‌سازی خوش می‌درخشید و با کسب ۷ قهرمانی در لیگ باشگاه‌های تبریز در سال‌های ۱۳۵۹، ۱۳۶۰، ۱۳۶۲، ۱۳۶۴، ۱۳۶۵، ۱۳۶۶ و ۱۳۶۷ و ۲ نایب قهرمانی به سال‌های ۱۳۶۱ و ۱۳۶۳ و همچنین ۶ مقام قهرمانی جام حذفی تبریز به عنوان بهترین تیم تبریز و بالاتر از تیم‌هایی چون تراکتورسازی، موتوژن، پیستون‌سازی، کمپیدرو و شهرداری تبریز برگزیده شد. از برخی بازیکنان آن تیم می‌توان به رحیم اقدم، مجید ناظمی، مهدی جعفرپور، محمدرضا ذریه، یعقوب گلشنی و احد شیخ لاری اشاره کرد. در سال ۱۳۶۸ و پس از پایان جنگ ایران و عراق، فدراسیون فوتبال ایران تصمیم به راه‌اندازی لیگی به نام جام قدس کرد که ماشین‌سازی در آن لیگ به عنوان نماینده تبریز همراه با تراکتورسازی شرکت کرده و توانست در گروه دوم به عنوان ششم دست پیدا کند. از مربیان این تیم در این دهه می‌توان به علی شیردل اشاره کرد.

### دهه ۱۳۷۰

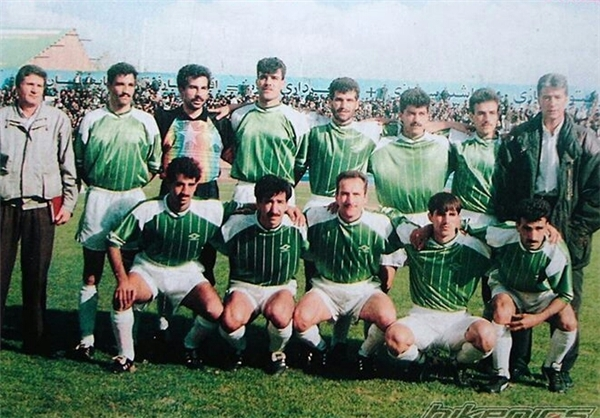
ناصر حجازی (نفر اول ایستاده از راست)، سرمربی ماشین‌سازی در کنار بازیکنان تیم؛ لیگ آزادگان ۱۳۷۳.

در سال ۱۳۶۹ لیگ سراسری ایران موسوم به جام آزادگان راه‌اندازی شد؛ و به سال ۱۳۷۱ تیم فوتبال ماشین‌سازی توانست با هدایت حسین فکری باری دیگر به رده نخست فوتبال کشور صعود کند، پس از سه سال حضور حسین فکری روی نیمکت مربیان ماشین سازان که دستاورد آن از سال ۱۳۷۰ صعود سبزپوشان فوتبال به لیگ دسته یک و پس از آن برگزیده شدن ماشین سازان به عنوان بهترین تیم شهرستانی لیگ دسته یک بود، سرانجام در لیگ آزادگان ۱۳۷۳ ناصر حجازی به جای حسین فکری سرمربی ماشین سازان شده و توانست در گروه خود به مقام سوم دست یابد. در سال ۱۳۷۴ تیم فوتبال ماشین‌سازی با رهنمود ناصر حجازی یک بار دیگر به عنوان بهترین تیم شهرستانی در حضور شهرداری تبریز دست یافت و تراکتورسازی که به دست دوم سقوط کرد، دست یافت و در همان سال ۱۳۷۵ در حالی که تیم همشهری‌اش شهرداری به لیگ دسته دوم سقوط کرده بود، به عنوان هشتم رسید. به سال ۱۳۷۶ این تیم به شدت از مشکلات مالی رنج می‌برد، با هدایت سابو آدریان به لیگ دسته دوم سقوط کرد. در بین سال‌های ۱۳۷۷ تا ۱۳۸۱ این تیم در لیگ دسته دوم کشور به فعالیت خود ادامه داد؛ اما از صعود کردن به لیگ آزادگان بازنماند.

### دهه ۱۳۸۰
با راه‌اندازی لیگ برتر در سال ۱۳۸۲، نام لیگ دسته دوم به لیگ آزادگان تغییر کرد و نحوه برگزاری لیگ هم که تا آن زمان به صورت تک گروهی بود به به صورت دو گروهی درآمد. در سال ۱۳۸۲ ماشین کار خود را با قدرت آغاز کرد و با آوردن ناصر حجازی اسطوره باشگاه استقلال به عنوان سرمربی عزم خود را برای صعود جزم کرد؛ اما این تیم باز هم به علت مشکلات مالی از صعود به لیگ برتر بازماند. این تیم در سالیان اخیر در جدول رتبه‌های چهارم تا هشتم را به خود اختصاص می‌داد. از دلایل صعود نکردن این تیم در این سال‌های می‌توان به توجه بیش از حد مسئولان استان به تیم تراکتورسازی و از طرف دیگر حمایت نکردن کارخانه ماشین‌سازی از این باشگاه عنوان کرد. این مشکلات در فصل ۱۳۸۷–۱۳۸۶ به بیش‌ترین حد خود طی سالیان اخیر رسید و این تیم را با مشکلات مالی بسیاری مواجه کرد و عاقبت در پایان فصل در حالی که این تیم در دو بازی پایانی به سه امتیاز نیاز داشت تا در لیگ ۱ باقی بماند، نتوانست در مقابل تیم‌های سپاهان نوین و اتکای تهران برد را از آن خود کند و به لیگ دسته دوم سقوط کرد. این در حالی بود که در این دو مسابقه ماشین‌سازی تا دقایق پایانی از حریفان پیش بود.

### تغییر مالکیت
در تابستان ۱۳۸۷ بدستور مدیرعامل گروه صنعتی ماشین‌سازی تبریز (مجید خدابخش) قدیمی‌ترین باشگاه ورزشی شهر تبریز تا مرز انحلال پیش رفت تا اینکه در تیر ۱۳۸۷ سازمان تربیت بدنی استان آذربایجان شرقی با ریاست جواد شهلایی امتیاز تیم فوتبال ماشین‌سازی را از کارخانه ماشین‌سازی تحویل گرفته و از انحلال سبزجامگان فوتبال آذربایجان پیشگیری نمود. در تیر ۱۳۸۷ با تصمیم فدراسیون و افزایش تیم‌های دسته یک، سبزقباهای تبریز توانستند دوباره در رقابت‌های لیگ یک حضور بیابند.
در این فصل با آنکه مسئولان تربیت بدنی قول حمایت به باشگاه را داده بودند؛ اما با جابجایی رؤسای اداره کل تربیت بدنی آذربایجان شرقی، رئیس تازه انتخاب شده آن سازمان (غلامحسین فخاری) از دادن کمک‌های مالی سر باز زد و از پشتیبانی از قدیمی‌ترین باشگاه ورزشی شهر تبریز دست کشید و از طرف دیگر هیچ ارگان یا سازمانی پاسخگوی خیل عظیم طرفداران این تیم مردمی نبود و تیم فوتبال ماشین‌سازی تبریز در این فصل با بحران‌های مالی بسیاری مواجه بود، به‌طوری‌که هیچ مبلغی به بازیکنان و کادر فنی این تیم حتی پس از نیم فصل اول لیگ آزادگان پرداخت نشد. در تعطیلات نیم فصل اول سرمربی این تیم به علت کسب نتایج ضعیف برکنار شده و جای خود را به سیروس بایرامی داد.
سپس شهرام دبیری اسکویی نماینده شورای شهر تبریز امتیاز این باشگاه را خریداری کرد؛ و در سال دوم مدیریت شهرام دبیری ماشین‌سازی در آستانه صعود به رقابت‌های لیگ برتر قرار گرفت ولی در واپسین دیدار انجام شده میان ماشین‌سازی تبریز و تربیت یزد، سبزپوشان تبریزی در لحظات آخر یک گل از تیم یزدی دریافت کرده و بدین ترتیب از صعود به لیگ برتر بازماندند، پس از آن در شهریور ماه ۹۱ به علت مشکلات مالی و عدم حمایت‌های لازم از سوی مسئولان و همکاری و همراهی مقامات استان آذربایجان شرقی، برای حمایت از تیم فوتبال ماشین‌سازی، سرانجام شهرام دبیری با انتشار بیانیه‌ای از هواداران ماشین سازان پوزش خواسته و به صورت ناگهانی از مدیریت این تیم کناره‌گیری کرد. پس از این، هیئت فوتبال استان آذربایجان شرقی مسئولیت این تیم را بر عهده گرفت. مدتی نیز زمزمه‌هایی مبنی بر اعطای مالکیت این باشگاه به حسین هدایتی شنیده شد؛ اما این واگذاری منتفی شد. در نهایت، مؤسسه قرض‌الحسنه جوانان خیر مالکیت باشگاه ماشین‌سازی را بر عهده گرفت. بعد از مدتی مؤسسه جوانان خیر به دلیل تخلفات مالی با مؤسسه مالی و اعتباری کوثر ادغام شد اما این بار مؤسسه کوثر به تعهدات خود عمل نکرد و باعث سقوط تیم به لیگ دو شد. بعد از پایان فصل این تیم با سپاه عاشورای تبریز ادغام شد و نام تیم به «مقاومت ماشین‌سازی تبریز» تغییر یافت.

#### واگذاری باشگاه به شهرداری تبریز
مشکلات بی‌پایان تیم ماشین‌سازی در لیگ آزادگان ۹۲–۹۱ به اوج خود رسید و تیم با تغییر و تحولات بسیار و تعویض ۵ سرمربی برای دومین بار به لیگ دسته دوم سقوط کرد. ماشین‌سازی لیگ دسته دوم را هم بسیار بد شروع و خاتمه داد به‌طوری‌که با قرار گرفتن در رده نازل یازدهم و تنها به دلیل پیروزی برابر پیام صنعت آمل در پلی آف از سقوط به لیگ دسته سوم نجات پیدا کرد. در تابستان ۹۳ شهرداری تبریز با توجه به وضعیت اسفناک تیم و در جهت حمایت از این تیم مالکیت این تیم را بر عهده گرفت و با انتخاب عیسی اکبرزاده به عنوان مدیر عامل و غلامرضا باغ‌آبادی به عنوان سرمربی، سروسامانی به این تیم بخشید. طبق مصوبه اعضای شورای اسلامی شهر تبریز با انحلال باشگاه فوتبال شهرداری تبریز در اولین فصل از رقابت‌های پیش رو فوتبال ۹۵–۹۴ جام آزادگان دیرینه‌ترین تیم فوتبال شمالغرب کشور ماشین‌سازی تبریز جایگزین تیم فوتبال شهرداری شده و تحت حمایت شورای اسلامی شهر و سازمان ورزش شهرداری تبریز در سری رقابت‌های لیگ دسته ۱ حضور یافت.

### صعود به لیگ برتر و سقوط به جام آزادگان
در خرداد ۱۳۹۴ عیسی اکبرزاده، مدیرعامل باشگاه اعلام کرد با عقد قراردادی ۲ ساله هدایت ماشین‌سازی تبریز را برای حضور در لیگ دسته ۱ به نادر دست‌نشان سپرده‌است. پس از پایان یافتن نیم فصل نخست رقابت‌های جام آزادگان و قرار گرفتن سبزجامگان فوتبال آذربایجان در رتبه پنجم لیگ دسته یک، در دیماه ۱۳۹۴ اعضای هیئت مدیره باشگاه حکم برکناری دست نشان و مدیرعامل این باشگاه را صادر کرده و رسول خطیبی را به عنوان سرمربی تیم برگزیدند. سرانجام تیم فوتبال ماشین‌سازی با هدایت خطیبی وکاپیتانی پژمان مقدمی بهترین گلزن و بازیکن سابق تراکتورو از ارکان اصلی صعود تراکتور سازی در سال ۱۳۸۸ به لیگ برتر در ۲۱ اردیبهشت ۱۳۹۵ با برتری ۳ بر ۰ در برابر مس رفسنجان یک هفته مانده به پایان رقابت‌های جام آزادگان، پس از ۱۹ سال دوری از رده نخست فوتبال کشور، به لیگ برتر خلیج فارس راه یافت. هرچند تیم فوتبال ماشین‌سازی تبریز در فصل ۹۵–۱۳۹۶ رقابت‌های لیگ برتر از امکانات مناسبی برخوردار بود و سرمربی وقت ماشین سازان توانسته بود با گرفتن چند ستاره فوتبال کشور به ظاهر تیم قدرتمندی را آماده مسابقات کند ولی از هفته چهارم رقابت‌ها افول سبزپوشان فوتبال تبریزی آغاز شده و این تیم در رده پایانی جدول رده‌بندی قرار گرفت، در نیم فصل بازی‌ها مدیرعامل باشگاه ماشین‌سازی (میر معصوم سهرابی) که هم‌زمان مدیریت سازمان ورزش شهرداری تبریز و ده‌ها تیم ورزشی دیگر را بر عهده داشت، به رغم مخالفت اعضای هیئت مدیره باشگاه تصمیم گرفت فرهاد کاظمی را روی نیمکت مربیان بنشاند که این تصمیم با مخالفت نه تنها اعضای هیئت مدیره باشگاه بلکه شماری از هواداران و نمایندگان مردم تبریز در شورای شهر تبریز رو در رو شد و در آن هنگام میر معصوم سهرابی از سمت خود استعفا داده و اعلام داشت یا باید هدایت تیم به کاظمی سپرده شود یا این که وی از سمت مدیرعاملی ماشین سازان کنار خواهد رفت، در پی استعفای سهرابی سرانجام با درخواست وی موافقت گردید و کاظمی روی نیمکت ماشین سازان نشست، فرهاد کاظمی در ابتدای کار خود با برکناری بازیکنان مطرح و ملی پوش ماشین‌سازی و با خرید چند بازیکن عمدتاً نیمکت‌نشین بنیه تیم فوتبال ماشین‌سازی را سست و ضعیف تر کرده و منتج چندین هفته حضور وی در پشت رُل هدایت ماشین پیر فوتبال تبریز، سقوط زودهنگام این باشگاه مردمی به زیرگروه لیگ برتر بود که اعتراض گسترده هواداران را به دنبال داشت، بسیاری از هواداران و پیشکسوتان ماشین‌سازی بر این باور بودند که میر معصوم سهرابی با اقدامات از پیش طراحی شده و با همکاری فرهاد کاظمی و اخراج تنی چند از بازیکنان اسم و رسم دار از قبیل آندرانیک تیموریان، سامان نریمان جهان، مانوئل فرناندز و چند بازیکن دیگر، به صورت عمدی و از قبل پی ریزی شده سقوط ماشین‌سازی به لیگ دسته ۱ را فراهم ساخت زیرا وی در طول ۱۷ سال مدیریت خود هیچ تمایلی به حضور تیم‌های فوتبال تحت هدایت خود در سطح نخست فوتبال کشور نداشته، چرا که در ۱۷ سال گذشته هرچند ۵ مرتبه تیم‌های فوتبال تحت مدیریت وی (۴ مرتبه تیم فوتبال شهرداری تبریز و یک بار ماشین‌سازی) به لیگ برتر صعود کرده‌اند اما در هر مرتبه هر پنج تیم فوتبال تحت مدیریت میر معصوم سهرابی تنها به مدت یک فصل در عرصه رقابت‌های لیگ برتر مانده و در کمتر از یک سال به لیگ دسته یک سقوط کرده‌اند، افزون بر آن در یک صد سال گذشته به تاریخ فوتبال باشگاهی کشور، سنگین‌ترین محکومیت و اشد مجازات انضباطی فوتبال ایران علیه میر معصوم سهرابی صادر گردیده و با فاش شدن زد و بند و تبانی‌های محرز شده به سال ۱۳۹۱ تیم فوتبال تحت مدیریت میر معصوم سهرابی که با سرمربیگری فراز کمالوند به لیگ برتر صعود کرده بود نخست روانه لیگ ۱ شده و در پی اعتراض شهردار وقت تبریز علیرضا نوین از مقامات کمیته انضباطی فدراسیون فوتبال، تیم فوتبال شهرداری تبریز روانه رقابت‌های لیگ دسته دو فوتبال باشگاه کشوری شده و مدیر عامل آن (میر معصوم سهرابی) برای مدتی از هر گونه فعالیت ورزشی محروم شد هرچند که وی پس از گذراندن دوران محکومیت خود بازهم به صندلی خود در جایگاه مدیرعامل سازمان ورزش شهرداری تبریز تکیه زده و از سال ۱۳۹۵ مدیریت دیرینه‌ترین تیم فوتبال شهر تبریز (ماشین‌سازی) را نیز بر عهده گرفت و دستاورد مدیریت سهرابی در جایگاه مدیرعامل باشگاه ماشین‌سازی صعود سبزپوشان فوتبال تبریز به رقابت‌های لیگ برتر و در کمتر از یک سال سقوط به جام آزادگان فوتبال باشگاهی کشور بود.

### بازگشت به کارخانه
به دنبال دستور مدیر وقت گروه صنعتی ماشین‌سازی مجید خدابخش که در نیمه‌های دهه ۸۰ خورشیدی برون راندن باشگاه از کارخانجات ماشین‌سازی را در پی داشت، سرانجام پس از چندین سال دربدری و بی سرپناه بون سبزجامه گان فوتبال آذربایجان، با خریداری گروه صنعتی ماشین‌سازی از سوی یکی از بازرگانان تبریزی (محمد علی شریعت زاده) روز ۱۵ تیرماه ۱۳۹۶ امتیاز باشگاه از سازمان شهرداری تبریز به گروه صنعتی ماشین‌سازی بازگردانده شده و حسین خطیبی به عنوان مدیرعامل باشگاه برگزیده شد - محمدعلی شریعت زاده پس از برگزینش حسین خطیبی و جابجایی باشگاه ماشین‌سازی از سازمان شهرداری تبریز به کارخانجات ماشین‌سازی اعلام داشت برای بالا بردن جایگاه دیرینه‌ترین باشگاه ورزشی شمالغرب کشور برنامه‌های ویژه‌ای در نظر گرفته. چندی پس از بازگرداندن باشگاه به کارخانجات ماشین‌سازی خریدار گروه صنعتی ماشین‌سازی نتوانست هزینه مالکیت ماشین‌سازی را بپردازد و به همین سبب باشگاه ماشین‌سازی برای چندمین بار در آستانه انحلال قرار گرفت که در این میان رسول خطیبی نزد سرمایه‌دار متمول تبریزی محمدرضا زنوزی مطلق -مالک باشگاه گسترش فولاد تبریز و تراکتورسازی - تبریز رفت و از او درخواست نمود در کنار پشتیبانی از باشگاه گسترش فولاد، مدیریت باشگاه ماشین‌سازی را نیز بپذیرد، بنابراین زنوزی درخواست خطیبی را پذیرفت و مالکیت باشگاه ماشین‌سازی را از آن خود کرد.

### جابجایی امتیاز گسترش فولاد با ماشین‌سازی
در آستانه هجدهمین دوره مسابقات لیگ برتر، با تصمیم محمدرضا زنوزی مالک باشگاه گسترش فولاد تبریز، امتیاز این باشگاه در لیگ برتر فوتبال به تیم ماشین‌سازی تبریز واگذار شد. بازیکنانی که فصل قبل با گسترش فولاد در لیگ برتر بازی می‌کردند، در لیگ هجدهم با لباس ماشین‌سازی به زمین رفتند. پس از جابجایی امتیاز باشگاه فوتبال گسترش فولاد تبریز با باشگاه فوتبال ماشین‌سازی تبریز در لیگ آزادگان و انحلال نام گسترش فولاد، امتیاز لیگ یکی آن در مرداد ۱۳۹۷ به ارومیه انتقال و باشگاه نود جهت حضور در لیگ آزادگان تشکیل شده و مالکیت آن در حال حاضر بر عهده اداره کل ورزش و جوانان آذربایجان غربی است.

### واگذاری به محمد پوررضایی
پس از پایان لیگ نوزدهم، در تاریخ ۱۱ شهریور ۱۳۹۹ با توافقات انجام شده محمدرضا زنوزی مطلق مالک وقت ماشین‌سازی امتیاز باشگاه را به محمد پوررضایی تاجر و سرمایه‌گذار آذربایجانی واگذار کرد.

## ورزشگاه
در بیشتر بازی‌های لیگ آزادگان ۹۵–۱۳۹۴، از ورزشگاه باغشمال به عنوان ورزشگاه خانگی این تیم استفاده می‌شد؛ اما در هفته‌های واپسین رقابت‌های جام آزادگان فوتبال ایران، به علت حضور پرشور و پرشمار هواداران باشگاه ماشین‌سازی، تصمیم گرفته شد از ورزشگاه یادگار امام به عنوان ورزشگاه خانگی این باشگاه استفاده شود. پس از صعود تیم فوتبال ماشین‌سازی تبریز به رقابت‌های جام خلیج فارس فوتبال ایران، به دلیل نصب سیستم گرمایشی (هیتینگ) و احیای چمن ورزشگاه یادگار امام تبریز، دیدارهای نیم فصل اول ماشین سازان در ورزشگاه خانگی تیم رقیب (تراکتورسازی) انجام شد ورزشگاه مرزداران نیز به آکادمی باشگاه ماشین‌سازی اختصاص یافته‌است.

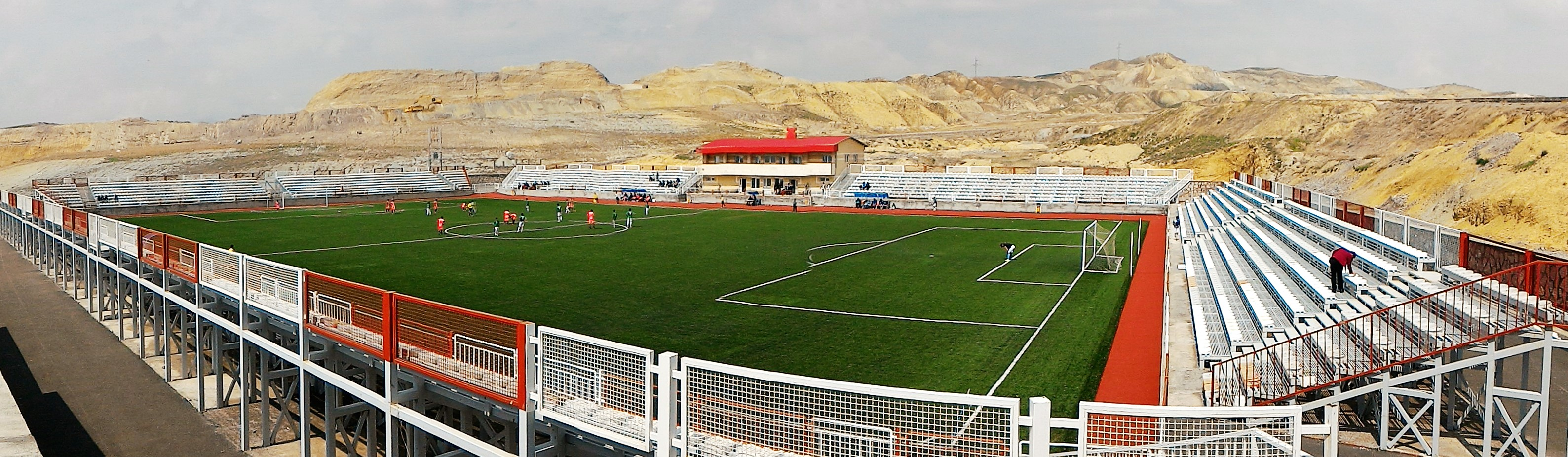
نمایی از ورزشگاه پنج هزار نفری مرزداران؛ ورزشگاه اختصاصی آکادمی باشگاه ماشین‌سازی.

## شهرآورد تبریز
در سال‌هایی که ماشین‌سازی به همراه تراکتور در سطح نخست فوتبال ایران حضور داشتند، این دو تیم رقیبی سنتی برای هم بودند. بازی‌های این دو تیم در ورزشگاه باغشمال از جذابیت خاصی برخوردار بوده و بسیاری این بازی را با شهرآورد تهران مقایسه می‌کنند. شهرآورد شهر تبریز تاکنون ۲۳ برد برای ماشین‌سازی و ۱۸ برد برای تراکتور به همراه داشته، همچنین ۲۱ دیدار این دو باشگاه پر هوادار شهر تبریز با فرجام مساوی پایان یافته. بهترین برد ماشین‌سازی در دربی تبریز برد ۶ بر ۰ در جام تخت جمشید بوده است.

## نشان‌واره‌ها

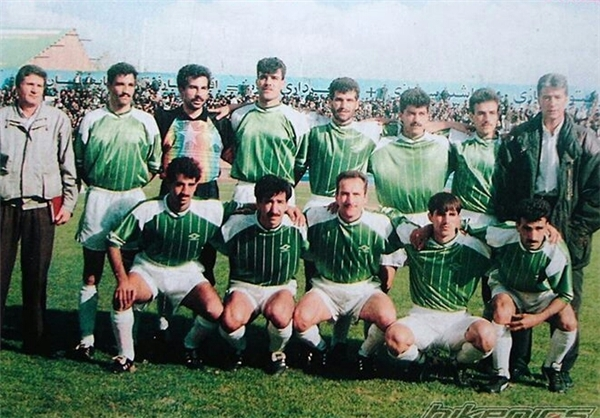
بازیکنان ماشین‌سازی تبریز سال ۱۳۷۴ با مربیگری ناصر حجازی

تیم فوتبال ماشین‌سازی تبریز در تاریخ ۵۳ سالهٔ خود، ۵ لوگو داشته‌است.

۱۳۴۷–۱۳۸۷
۱۳۸۷–۱۳۹۱
۱۳۹۱–۱۳۹۵
۱۳۹۵–۱۳۹۷
۱۳۹۷–۱۴٠۳

نشان‌واره‌ای که در سال ۱۴٠۳ باشگاه ماشین‌سازی از آن بهره می‌برد در سال ۱۳۹۷ طراحی گردیده. درست زمانی که باشگاه ماشین‌سازی امتیاز باشگاه گسترش فولاد را خرید. به همین دلیل لوگوی گسترش فولاد و ماشین‌سازی شباهت زیادی به هم دارند.

### برخی از بازیکنان مشهور ماشین‌سازی
| - احد شیخ لاری - غلامرضا باغ آبادی - یونس باهنر - رسول خطیبی - آندرانیک تیموریان - ادینیو - امیر حاج رضایی - امیررضا خدایی - مانو فرناندز - سید محمد علوی - حبیب گردانی - علی اکبر استاداسدی - ذبیح‌الله کوهکن - فردین عابدینی - مهدی محمدپور - محمد گوهری (لیلان) |

## مربیان
از آغاز راه اندازی باشگاه این افراد تا به امروز سرمربی باشگاه ماشین‌سازی بوده‌اند.
| - محمد رنجبر - علی هاشمی - گارنیگ مهرابیان - حسین فکری - بیوک صباغ - علی شیردل - حسام گلزار - جواد صدقی - سابو آدریان - حسن روشن - امیر داداش ضیایی - رحیم مه نمای اقدم - عباس اسدزاده | - ناصر حجازی - حمید ندیمیان - مجید جهانپور - ناصر ابراهیمی - غلام‌حسین کریم‌پور - احد شیخ لاری - غلام‌رضا باغ‌آبادی - علی نیکبخت - واقف صادق‌اف - بیوک حاجی‌اف - زوران اسمیلسکی - اصغر اعتباری - میر جواد موسوی | - آصف نمازاف - ناصر ابراهیمی - علیرضا اکبرپور - اصغر اعتباری - سید رضا سادات - ایوب ذوالفقاری - رسول خطیبی - حسین خطیبی - غلامرضا باغ آبادی - نادر دست نشان - رسول خطیبی - فرهاد کاظمی - رسول خطیبی | - فیروز کریمی - محمدرضا مهاجری - رسول خطیبی - احد شیخ‌لاری - محمدرضا مهاجری - هومن افاضلی - وحید بیاتلو - محمدسعید اخباری - مهدی پاشازاده - محمدسعید اخباری |

محمد گوهری(لیلان)

## مالکیت
| سال‌ها     | مالک                             | نام باشگاه              |
| ۱۳۴۷–۱۳۸۷ | شرکت ماشین‌سازی تبریز             | ماشین‌سازی تبریز         |
| ۱۳۸۷–۱۳۹۱ | سازمان تربیت بدنی آذربایجان شرقی | ماشین‌سازی دبیری تبریز   |
| ۱۳۹۱–۱۳۹۳ | سپاه عاشورا                      | مقاومت ماشین‌سازی تبریز  |
| ۱۳۹۳–۱۳۹۶ | شهرداری تبریز                    | ماشین‌سازی شهرداری تبریز |
| ۱۳۹۶–۱۳۹۷ | شرکت ماشین‌سازی تبریز             | ماشین‌سازی تبریز         |
| ۱۳۹۷–۱۳۹۹ | محمدرضا زنوزی مطلق               | ماشین‌سازی تبریز         |
| ۱۳۹۹      | محمد پوررضایی                    | ماشین‌سازی تبریز         |
| ۱۳۹۹–۱۴۰۰ | محمدرضا زنوزی مطلق               | ماشین‌سازی تبریز         |
| ۱۴۰۰_۱۴۰۲ | یونس قربانی                      | ماشین‌سازی تبریز         |
| ۱۴۰۲_۱۴٠۳ | محمدرضا زنوزی مطلق               | ماشین‌سازی تبریز         |

## عملکرد بر پایه فصل
| فصل     | دسته | لیگ              | رتبه | بازی         | برد | مساوی | باخت | گل زده | گل خورده | امتیاز | جام حذفی    | توضیح          | جام حذفی تبریز |
| ------- | ---- | ---------------- | ---- | ------------ | --- | ----- | ---- | ------ | -------- | ------ | ----------- | -------------- | -------------- |
| ۱۳۵۰    | اول  | جام منطقه‌ای      | ۳    | ۳            | ۱   | ۱     | ۱    | ۳      | ۳        | 3      | برگزار نشد  | سوم در منطقه آ |                |
| ۱۳۵۲    | اول  | جام تخت جمشید    | 12   | ۲۲           | ۱   | ۵     | ۱۶   | ۱۱     | ۴۸       | 8      | برگزار نشد  | سقوط           |                |
| ۱۳۵۳    | دوم  | دسته دو          | 6    | 22           | 8   | 5     | 10   | 30     | 29       | 29     | برگزار نشد  |                |                |
| ۱۳۵۴    | دوم  | دسته دو          | ۱    | 6            | 5   | 1     | 0    | 10     | 4        | 11     | یک‌هشتم      | صعود           |                |
| ۱۳۵۵    | اول  | جام تخت جمشید    | 9    | 30           | 8   | 16    | 6    | 23     | 23       | 32     | یک شانزدهم  |                |                |
| ۱۳۵۶    | اول  | جام تخت جمشید    | 10   | 30           | 9   | 10    | 11   | 20     | 23       | 28     | برگزار نشد  |                |                |
| ۱۳۵۷    | اول  | جام تخت جمشید    | 11   | 12           | 4   | 4     | 4    | 11     | 15       | 12     | برگزار نشد  | تا هفته ۱۲     |                |
| ۵۸–۱۳۵۹ | اول  | لیگ فوتبال تبریز | ۲    | 9            | 6   | 2     | 1    | 19     | 10       | 14     | برگزار نشد  |                | قهرمان         |
| ۱۳۵۹–۶۰ | اول  | لیگ فوتبال تبریز | ۱    | 10           | 8   | 2     | 0    | 19     | 5        | 18     | برگزار نشد  |                | نایب قهرمان    |
| ۱۳۶۰–۶۱ | اول  | لیگ فوتبال تبریز | 3    | 11           | 4   | 4     | 3    | 17     | 6        | 12     | برگزار نشد  |                | مرحله سوم      |
| ۱۳۶۱–۶۲ | اول  | لیگ فوتبال تبریز | ۲    | 10           | 6   | 3     | 1    | 12     | 6        | 15     | برگزار نشد  |                | قهرمان         |
| ۱۳۶۲–۶۳ | اول  | لیگ فوتبال تبریز | ۱    | 11           | 10  | 1     | 0    | 29     | 10       | 21     | برگزار نشد  |                | قهرمان         |
| ۱۳۶۳–۶۴ | اول  | لیگ فوتبال تبریز | ۱    | 20           | 16  | 1     | 4    | 39     | 30       | 49     | برگزار نشد  |                | قهرمان         |
| ۱۳۶۴–۶۵ | اول  | لیگ فوتبال تبریز | ۱    | 20           | 17  | 2     | 1    | 30     | 15       | 53     | مرحله سوم   |                | قهرمان         |
| ۱۳۶۵–۶۶ | اول  | لیگ فوتبال تبریز | ۱    | 20           | 16  | 3     | 1    | 34     | 26       | 51     | یک‌هشتم      |                | قهرمان         |
| ۱۳۶۶–۶۷ | اول  | لیگ فوتبال تبریز | ۱    | 20           | 14  | 1     | 5    | 28     | 28       | 43     | یک شانزدهم  |                | قهرمان         |
| ۶۹–۱۳۶۸ | اول  | جام قدس          | 6    | 20           | 7   | 7     | 6    | 19     | 18       | 21     | یک شانزدهم  |                |                |
| ۷۰–۱۳۶۹ | دوم  | دسته دو          | 4    | 14           | 7   | 4     | 3    | 20     | 10       | 18     | مرحله سوم   |                |                |
| ۷۱–۱۳۷۰ | دوم  | دسته دو          | 8    | 24           | 4   | 7     | 13   | 22     | 23       | 19     | برگزار نشد  |                |                |
| ۷۲–۱۳۷۱ | دوم  | دسته دو          | 7    | 26           | 9   | 11    | 6    | 27     | 20       | 29     | برگزار نشد  |                |                |
| ۷۳–۱۳۷۲ | دوم  | دسته دو          | ۲    | 26           | 12  | 11    | 3    | 40     | 20       | 35     | یک سی و دوم | صعود           |                |
| ۷۴–۱۳۷۳ | اول  | جام آزادگان      | 3    | 22           | 9   | 7     | 6    | 27     | 26       | 25     | یک شانزدهم  |                |                |
| ۷۵–۱۳۷۴ | اول  | جام آزادگان      | 8    | 30           | 11  | 8     | 11   | 35     | 38       | 41     | یک‌هشتم      |                |                |
| ۷۶–۱۳۷۵ | اول  | جام آزادگان      | 13   | 30           | 10  | 5     | 15   | 30     | 52       | 35     | یک شانزدهم  | سقوط           |                |
| ۷۷–۱۳۷۶ | دوم  | دسته دو          | 5    | 18           | 7   | 6     | 5    | 19     | 12       | 27     | برگزار نشد  |                |                |
| ۷۸–۱۳۷۷ | دوم  | دسته دو          | 7    | 16           | 5   | 4     | 7    | 19     | 17       | 19     | یک سی و دوم |                |                |
| ۷۹–۱۳۷۸ | دوم  | دسته دو          | 9    | 34           | 8   | 12    | 14   | 35     | 55       | 36     | مرحله دوم   |                |                |
| ۸۰–۱۳۷۹ | دوم  | دسته دو          | 5    | 34           | 12  | 10    | 12   | 45     | 50       | 46     | یک شانزدهم  |                |                |
| ۸۱–۱۳۸۰ | دوم  | لیگ آزادگان      | 3    | 20           | 9   | 5     | 6    | 28     | 19       | 32     | یک شانزدهم  |                |                |
| ۸۲–۱۳۸۱ | دوم  | لیگ آزادگان      | 9    | 30           | 9   | 11    | 10   | 40     | 39       | 38     | مرحله دوم   |                |                |
| ۸۳–۱۳۸۲ | دوم  | لیگ آزادگان      | 7    | 30           | 11  | 8     | 11   | 34     | 32       | 41     | مرحله سوم   |                |                |
| ۸۴–۱۳۸۳ | دوم  | لیگ آزادگان      | 9    | 22           | 6   | 8     | 8    | 18     | 21       | 24     | مرحله سوم   | گروه ب         |                |
| ۸۵–۱۳۸۴ | دوم  | لیگ آزادگان      | 9    | 22           | 6   | 7     | 9    | 21     | 36       | 25     | مرحله اول   | گروه ب         |                |
| ۸۶–۱۳۸۵ | دوم  | لیگ آزادگان      | 8    | 21           | 5   | 10    | 6    | 12     | 15       | 25     | مرحله دوم   | گروه آ         |                |
| ۸۷–۱۳۸۶ | دوم  | لیگ آزادگان      | 11   | 22           | 3   | 12    | 7    | 15     | 25       | 21     | مرحله دوم   | گروه ب         |                |
| ۸۸–۱۳۸۷ | دوم  | لیگ آزادگان      | 13   | 26           | 5   | 5     | 16   | 21     | 49       | 20     | مرحله دوم   | سقوط           |                |
| ۸۹–۱۳۸۸ | سوم  | دسته دوم         | 4    | 16           | 4   | 8     | 4    | 22     | 19       | 20     | مرحله اول   | صعود           |                |
| ۹۰–۱۳۸۹ | دوم  | لیگ آزادگان      | 12   | 26           | 7   | 10    | 9    | 30     | 36       | 31     | یک شانزدهم  |                |                |
| ۹۱–۱۳۹۰ | دوم  | لیگ آزادگان      | 3    | 26           | 11  | 8     | 7    | 32     | 25       | 41     | یک‌هشتم      |                |                |
| ۹۲–۱۳۹۱ | دوم  | لیگ آزادگان      | 14   | 26           | 3   | 4     | 19   | 18     | 47       | 13     | مرحله اول   | سقوط           |                |
| ۹۳–۱۳۹۲ | سوم  | دسته دو          | 11   | 24           | 6   | 5     | 13   | 26     | 33       | 23     | مرحله ۳۲    |                |                |
| ۹۴–۱۳۹۳ | سوم  | دسته دو          | 7    | 18           | 5   | 9     | 4    | 20     | 19       | 24     | مرحله سوم   | صعود           |                |
| ۹۵–۱۳۹۴ | دوم  | لیگ آزادگان      | 2    | align=center |     |       |      |        |          |        | حضور نداشت  | صعود           |                |

## مقام‌های کسب‌شده
- سال‌های ۱۳۵۲-۱۳۵۵-۱۳۵۶-۱۳۵۷ حضور در مسابقات جام تخت جمشید
- سال ۱۳۵۹ مقام اول باشگاه‌های تبریز و مقام اول جام حذفی تبریز
- سال ۱۳۶۰ مقام باشگاه‌های تبریز
- سال ۱۳۶۱ نایب قهرمان باشگاه‌های تبریز
- سال ۱۳۶۲ مقام اول باشگاه‌های تبریز و مقام اول جام حذفی تبریز
- سال ۱۳۶۳ نایب قهرمان باشگاه‌های تبریز
- سال ۱۳۶۴ مقام اول باشگاه‌های تبریز و مقام اول جام حذفی تبریز
- سال ۱۳۶۵ مقام اول باشگاه‌های تبریز و مقام اول جام حذفی تبریز
- سال ۱۳۶۶ مقام اول باشگاه‌های تبریز و مقام اول جام حذفی تبریز
- سال ۱۳۶۷ مقام اول باشگاه‌های تبریز و مقام اول جام حذفی تبریز
- سال ۱۳۷۳ مقام سوم لیگ باشگاه‌های کشور
- سال ۱۳۷۴ بهترین تیم شهرستانی